# Championnat d'Europe de patinage artistique 1911
Navigation
Édition précédente Édition suivante
Le championnat d'Europe de patinage artistique 1911 a lieu le 12 février 1911 à Saint-Pétersbourg dans l'Empire russe.

## Podium
| Épreuves                      | Or         | Argent    | Bronze            |
| ----------------------------- | ---------- | --------- | ----------------- |
| Messieurs résultats détaillés | Per Thorén | Karl Ollo | Werner Rittberger |

## Tableau des médailles
| Rang  | Nation   | Or | Argent | Bronze | Total |
| ----- | -------- | -- | ------ | ------ | ----- |
| 1     | Suède    | 1  | 0      | 0      | 1     |
| 2     | Russie   | 0  | 1      | 0      | 1     |
| 3     | Autriche | 0  | 0      | 1      | 1     |
| Total | Total    | 1  | 1      | 1      | 3     |

## Détails de la compétition Messieurs
| Rang | Nom               | Nation   | Places | Points | Fig. impo. | Prog. libre |
| ---- | ----------------- | -------- | ------ | ------ | ---------- | ----------- |
| 1    | Per Thorén        | Suède    | 15     | 2058.7 | 2          | 1           |
| 2    | Karl Ollo         | Russie   | 17     | 2026.5 | 1          | 3           |
| 3    | Werner Rittberger | Autriche | 21     | 1990.5 | 5          | 2           |
| 4    | Ivan Malinine     | Russie   | 25.5   | 1940.0 | 3          | 4           |
| 5    | Andor Szende      | Hongrie  | 26.5   | 1897.5 | 4          | 5           |